# Tengiz Sigua
Tengiz Sigua (gruz. თენგიზ სიგუა, ur. 9 listopada 1934 w Lentechi, zm. 21 stycznia 2020 w Tbilisi) – radziecki i gruziński polityk, premier Gruzji w latach 1990–1991 i 1992–1993.
W latach 1952–1957 studiował w Gruzińskim Instytucie Politechnicznym, następnie pracował jako inżynier metalurgiczny w Rustawi. Od 1959 aspirant Akademii Nauk Gruzińskiej SRR, od 1962 wykładowca w Instytucie Metalurgii Akademii Nauk Gruzińskiej SRR, którym to kieruje od 1989. W 1988 został doktorem nauk technicznych, następnie profesorem. Od 1982 członek KPZR. Od 15 listopada 1990 do 18 sierpnia 1991 i ponownie od 8 listopada 1992 do sierpnia 1993 premier Gruzji. W 1992 był członkiem Rady Państwowej Republiki Gruzji.